# Куток (река)
Куток — река в Кадуйском районе Вологодской области России, левый приток Колпи. Вода пресная, река несудоходна. Вытекает из болота Колпская Чисть на границе Бабаевского и Кадуйского районов Вологодской области, откуда направляется на юго-восток по территории Мазского сельского поселения, протекает мимо деревни Бор и впадает в Колпь в 11 км от её устья. Основной приток — ручей Кутбой.
В «Новгородском сборнике» при описании прихода Сухачской Николаевской церкви встречается следующее упоминание реки Куток: «Сельцо Боръ, по близости речки Куток…».

## Данные водного реестра
По данным государственного водного реестра России относится к Верхневолжскому бассейновому округу, водохозяйственный участок реки — Суда от истока и до устья, речной подбассейн реки — Реки бассейна Рыбинского водохранилища. Речной бассейн реки — (Верхняя) Волга до Куйбышевского водохранилища (без бассейна Оки).
Код объекта в государственном водном реестре — 08010200212110000007838.